# Schloss Alt-Tarnowitz
Das Schloss Alt-Tarnowitz (polnisch Zamek w Starych Tarnowicach) befindet sich im schlesischen Stare Tarnowice (Alt-Tarnowitz), einem Ortsteil von Tarnowskie Góry in Polen.

## Geschichte
Eine Burg in Alt Tarnowitz war im Mittelalter Sitz der Herrschaft Tarnowitz. Später wurde der Sitz jedoch nach Repten (Repty) verlegt. In der zweiten Hälfte des 15. Jahrhunderts übernahm die Familie Wrochem aus der Beuthener Gegend den Besitz in Alt Tarnowitz. Die von Wrochem wurden durch Bergbau in der Region schnell reich. Für den Bergbau wurden die Orte Tarnowitz und Liscze angelegt, so dass der bisherige Ort Tarnowitz nun Alt-Tarnowitz hieß. Zwischen 1520 und 1570 ließen die Wrochem den heute erhaltenen Bau im Stil der Renaissance erbauen. 
Die Herrschaft blieb bis zum Anfang des 17. Jahrhunderts im Besitz der Familie, dann wurde sie an Balzer Ohm Januszewski verkauft, der zwischen 1634 und 1643 Landrat in Beuthen war. Dessen Tochter Anna heiratete 1669 Kasper Hunter von Grandon, der aus Schottland stammte, aber einen böhmischen Adelstitel besaß.
In den folgenden Jahren wurde der Besitz von Alt Tarnowitz oft weiterverkauft und dabei mehrfach geteilt. Von 1726 bis 1731 waren die von Lowenkron Besitzer des Teils von Alt Tarnowitz mit dem Schloss, danach Joseph Gusnar, der seit 1729 mit Anna Lowenkron verheiratet war. Ende des 18. Jahrhunderts waren Schloss, Dorf und Herrschaft Alt Tarnowitz im Besitz von Karl Erdmann Larisch und Johann Daniel Neugebauer. Seit 1822 befand sich Alt-Tarnowitz dann in Besitz der Familie Henckel von Donnersmarck, seit 1854 als Fideikommiss der Grafen auf Schloss Neudeck. 
Nach der Teilung Oberschlesiens kam der Ort zu Polen und wurde in Stare Tarnowice umbenannt. Schloss und Landbesitz blieben bis 1945 in der Hand der Henckel von Donnersmarck. Nach dem Zweiten Weltkrieg wurde das Schloss verstaatlicht und teilte das Schicksal von anderen Adelsresidenzen, die in Folge der Übernahme in Volkseigene Güter verfielen. 
Im Jahre 2000 wurde der Schlosskomplex an privat gekauft und bis 2010 wiederhergestellt.

## Bauwerk
Das Schloss bestand zunächst aus drei Flügeln und einem nach Norden geöffneten Hof. An der Südostecke befand sich ein Turm. Vermutlich stammt das Schloss aus dem 16. oder 17. Jahrhundert, wurde aber im 18. und 19. Jahrhundert stark umgebaut. Heute handelt es sich um eine klassizistische Vierflügelanlage mit Arkaden-Innenhof und vierseitigem Turm.

## Museum
Das Museum im Schloss zeigt Möbelstücke aus verschiedenen Jahrhunderten. Besonders hervorgehoben werden von den Besitzern der Kaminsaal und der Rittersaal. 

## Nachweise
- Reiseführer Oberschlesien, Alt-Tarnowitz. Abgerufen am 14. Dezember 2020.